# Зубрешты
Зубрешты (рум. Zubreşti, Зубрешть) — село в Страшенском районе Молдавии. Относится к сёлам, не образующим коммуну.

## География
Село расположено на высоте 149 метров над уровнем моря.

## Население
По данным переписи населения 2004 года, в селе Зубрешть проживает 3186 человек (1608 мужчин, 1578 женщин).
Этнический состав села:
| Национальность | Число жителей | Процентный состав |
| -------------- | ------------- | ----------------- |
| молдаване      | 3155          | 99.03             |
| румыны         | 19            | 0.6               |
| украинцы       | 4             | 0.13              |
| русские        | 4             | 0.13              |
| прочие         | 4             | 0.13              |
| Всего          | 3186          | 100%              |